# Приозёрный район (Архангельская область)
Приозёрный район — административно-территориальная единица в составе Северного края, Северной области и Архангельской области, существовавшая в 1929—1963 годах. Центр — Конёво.
Район был образован в 1929 году в составе Няндомского округа на территории бывших Архангельской, Богдановской, Кенозерской, Кенорецкой, Коневской, Красновской, Троицкой и части Почезерской волостей Каргопольского уезда Вологодской губернии. Делился на 24 сельсовета: Архангельский, Бабкинский, Быковский, Волосовский, Заднедубровский, Карело-Новинский, Кенорецкий, Климовский, Конёвский, Красновский, Кумбасозерский, Лукинский, Ошевенский, Пёршлахтинский, Плёсский, Почезерский, Рыжковский, Ряпусовский, Самковский, Троицкий, Ундозерский, Федовский, Чурьегский, Янгорский.
В 1954 году Самковский сельсовет был присоединён к Кенорецкому, Быковский и Чурьегский сельсоветы — к Троицкому, Карело-Новинский сельсовет — к Красновскому, Волосовский сельсовет — к Архангельскому, Лукинский сельсовет — к Федовскому. В 1958 году Янгорский сельский совет был присоединён к Почезерскому, Кумбасозерский сельсовет — к Рыжковскому. В 1960 году Заднедубровский и Плёсский сельсоветы были присоединены к Конёвскому, а Пёршлахтинский сельсовет — к Кенорецкому с/с; Бабкинский сельсовет был разделён между Красновским и Федовским сельсоветами; Климовский, Ряпусовский и Рыжковский сельсоветы были объединены в Кенозерский сельсовет.
В 1963 году, в связи с введением деления на сельские и промышленные районы в СССР, было произведено укрупнение сельских и образование промышленных районов, Приозёрный район был упразднён, а его территория разделена между Каргопольским сельским (Архангельский, Кенозерский, Кенорецкий, Коневский, Ошевенский, Почезерский и Троицкий с/с) и Плесецким сельским (Красновский, Ундозерский и Федовский с/с) районами.